# Ek, Hasslebro

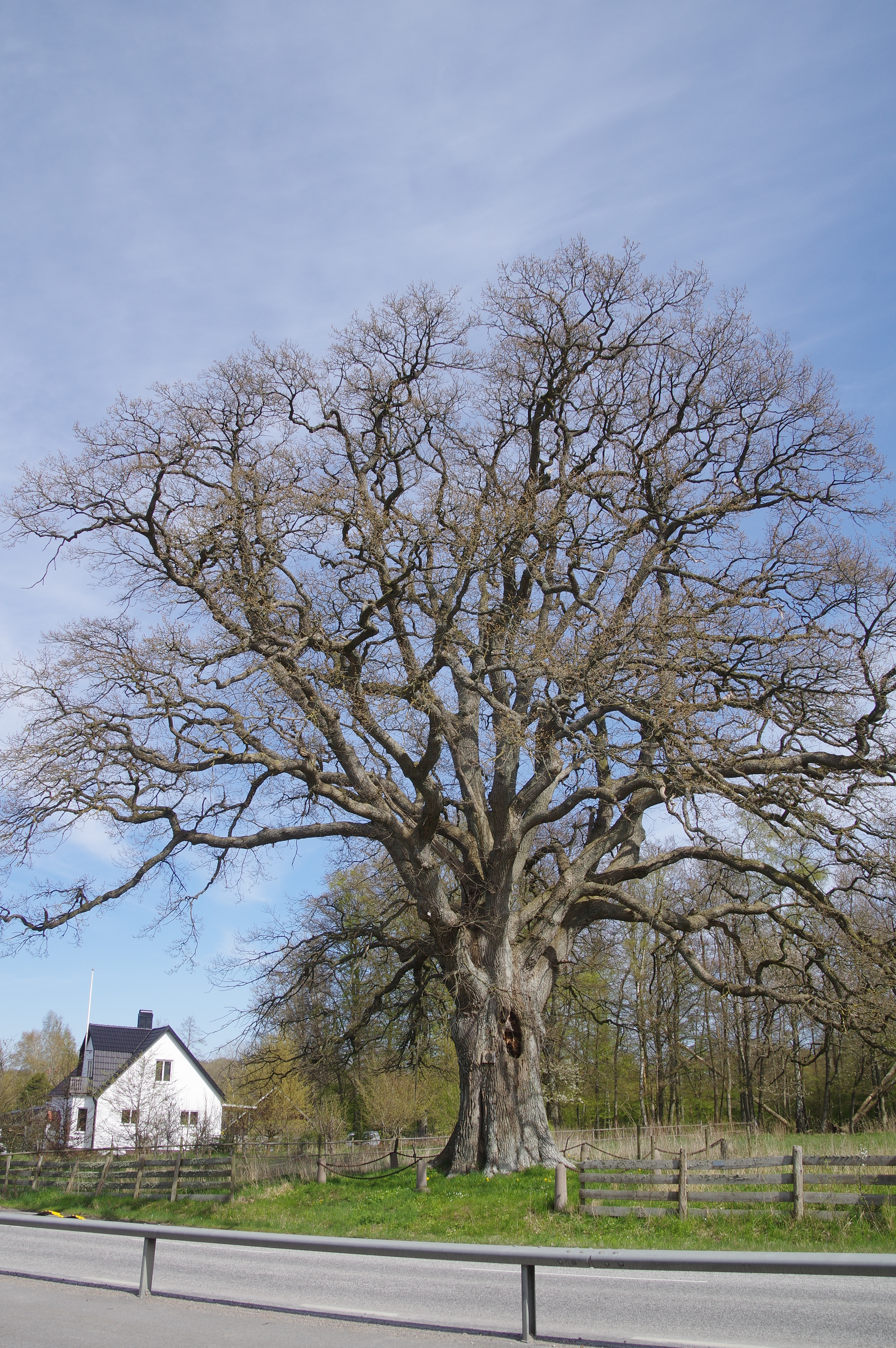
Eken vid Hasslebro, 2023.

Eken vid Hasslebro (Ek, Hasslebro) är ett naturminne i Eslövs kommun. Det är ett stort fristående träd som uppskattas vara omkring 300 år gammalt. Eken förklarades som naturminne av Länsstyrelsen den 30 mars 1939.
Trädet står intill riksväg 13 och är märkt med en väl synlig skylt på stammen. Området runt eken är inhägnat med en kedja uppsatt på gjutna stolpar. Vid en inventering år 1982 hade eken en omkrets på 5,7 meter i brösthöjd och år 2002 hade omkretsen ökat till 6,3 meter.